# Nederlandse kampioenschappen shorttrack 2024
De Nederlandse kampioenschappen shorttrack 2024 werden al op 23 en 24 september 2023 gehouden in de stad Leeuwarden. Het was de derde officiële editie van het NK shorttrack afstanden.

## Resultatenoverzicht
|         | 500 meter     | 1000 meter       | 1500 meter       |
| ------- | ------------- | ---------------- | ---------------- |
| Mannen  | Teun Boer     | Jens van 't Wout | Teun Boer        |
| Vrouwen | Selma Poutsma | Xandra Velzeboer | Xandra Velzeboer |

## Mannen
| #      | Schaatser         | Tijd   |
| ------ | ----------------- | ------ |
| Goud   | Teun Boer         | 42,145 |
| Zilver | Itzhak de Laat    | 42,189 |
| Brons  | Hugo Bosma        | 42,373 |
| 4      | Bram Steenaart    | 42,505 |
| 5      | Kay Huisman       | 42,650 |
|        |                   |        |
| 6 (B1) | Jens van 't Wout  | 42,088 |
| 7 (B2) | Melle van 't Wout | 42,190 |
| 8 (B3) | Daan Kos          | 42,254 |
| 9 (B4) | Friso Emons       | 42,334 |

| #      | Schaatser         | Tijd     |
| ------ | ----------------- | -------- |
| Goud   | Jens van 't Wout  | 1.25,451 |
| Zilver | Melle van 't Wout | 1.25,695 |
| Brons  | Teun Boer         | 1.25,793 |
| 4      | Bram Steenaart    | 1.25,877 |
| 5      | Itzhak de Laat    | 1.25,965 |
| 6      | Daan Kos          | 1.25,971 |
|        |                   |          |
| 7 (B1) | Niels Kingma      | 1.38,093 |
| 8 (HF) | Sjinkie Knegt     |          |

| #       | Schaatser         | Tijd     |
| ------- | ----------------- | -------- |
| Goud    | Teun Boer         | 2.15,569 |
| Zilver  | Kay Huisman       | 2.15,719 |
| Brons   | Hessel van Berkum | 2.15,959 |
| 4       | Bram Steenaart    | 2.16,255 |
| 5       | Daan Kos          | 2.16,283 |
| 6       | Leon Visser       | 2.16,399 |
| 7 (pen) | Jens van 't Wout  | penalty  |
| 8 (B1)  | Sjinkie Knegt     | 2.26,759 |

## Vrouwen
| #       | Schaatser          | Tijd     |
| ------- | ------------------ | -------- |
| Goud    | Selma Poutsma      | 43,035   |
| Zilver  | Xandra Velzeboer   | 43,169   |
| Brons   | Michelle Velzeboer | 43,554   |
| 4       | Yara van Kerkhof   | 43,665   |
| 5       | Angel Daleman      | 1.30,531 |
|         |                    |          |
| 6 (B1)  | Diede van Oorschot | 45,687   |
| 7 (B2)  | Anne Floor Otter   | 45,751   |
| 8 (B3)  | Lotte Donderwinkel | 45,859   |
| 9 (B4)  | Femke de Boer      | 45,869   |
| 10 (B5) | Mijntje de Jong    | 46,182   |

| #      | Schaatser          | Tijd     |
| ------ | ------------------ | -------- |
| Goud   | Xandra Velzeboer   | 1.29,818 |
| Zilver | Yara van Kerkhof   | 1.31,196 |
| Brons  | Selma Poutsma      | 1.49,782 |
| 4      | Michelle Velzeboer | 1.50,030 |
| 5      | Angel Daleman      | penalty  |
|        |                    |          |
| 6 (B1) | Femke de Boer      | 1.40,085 |
| 7 (B2) | Diede van Oorschot | 1.40,107 |
| 8 (B3) | Lotte Donderwinkel | 1.40,147 |
| 9 (B4) | Mijntje de Jong    | 1.41,794 |

| #       | Schaatser          | Tijd     |
| ------- | ------------------ | -------- |
| Goud    | Xandra Velzeboer   | 2.30,246 |
| Zilver  | Yara van Kerkhof   | 2.31,332 |
| Brons   | Michelle Velzeboer | 2.31,410 |
| 4       | Lotte Donderwinkel | 2.32,332 |
| 5       | Kiek Straathof     | 2.35,346 |
| 6       | Selma Poutsma      | 3.04,116 |
| 7 (pen) | Angel Daleman      | penalty  |
| 8 (B1)  | Diede van Oorschot | 2.46,691 |
| 9 (B2)  | Birgit Radt        | 2.47,761 |
| 10 (B3) | Luna van Polen     | 2.48,071 |

## Gemengd
| #      | Schaatser                                                       | Tijd     |
| ------ | --------------------------------------------------------------- | -------- |
| Goud   | Teun Boer Anne Floor Otter Selma Poutsma Bram Steenaart         | 2.43,455 |
| Zilver | Angel Daleman Yara van Kerkhof Itzhak de Laat Melle van 't Wout | 2.43,616 |
| Brons  | Hugo Bosma Lotte Donderwinkel Xandra Velzeboer Jens van 't Wout | 2.43,740 |
| 4      | Kay Huisman Daan Kos Diede van Oorschot Michelle Velzeboer      | 2.43,858 |